# Pierre Mouton (organiste)
Pour les articles homonymes, voir Pierre Mouton et Mouton (homonymie).
Pierre Mouton fut organiste de la Cathédrale Notre-Dame de Paris.